# AIMP1
AIMP1 (англ. Aminoacyl tRNA synthetase complex interacting multifunctional protein 1) – білок, який кодується однойменним геном, розташованим у людей на короткому плечі 4-ї хромосоми.  Довжина поліпептидного ланцюга білка становить 312 амінокислот, а молекулярна маса — 34 353.
| 10         |  | 20         |  | 30         |  | 40         |  | 50         |
| ---------- |  | ---------- |  | ---------- |  | ---------- |  | ---------- |
| MANNDAVLKR |  | LEQKGAEADQ |  | IIEYLKQQVS |  | LLKEKAILQA |  | TLREEKKLRV |
| ENAKLKKEIE |  | ELKQELIQAE |  | IQNGVKQIPF |  | PSGTPLHANS |  | MVSENVIQST |
| AVTTVSSGTK |  | EQIKGGTGDE |  | KKAKEKIEKK |  | GEKKEKKQQS |  | IAGSADSKPI |
| DVSRLDLRIG |  | CIITARKHPD |  | ADSLYVEEVD |  | VGEIAPRTVV |  | SGLVNHVPLE |
| QMQNRMVILL |  | CNLKPAKMRG |  | VLSQAMVMCA |  | SSPEKIEILA |  | PPNGSVPGDR |
| ITFDAFPGEP |  | DKELNPKKKI |  | WEQIQPDLHT |  | NDECVATYKG |  | VPFEVKGKGV |
| CRAQTMSNSG |  | IK         |  |            |  |            |  |            |

A: Аланін

C: Цистеїн

D: Аспарагінова кислота

E: Глутамінова кислота

F: Фенілаланін

G: Гліцин

H: Гістидин

I: Ізолейцин

K: Лізин

L: Лейцин

M: Метіонін

N: Аспарагін

P: Пролін

Q: Глутамін

R: Аргінін

S: Серин

T: Треонін

V: Валін

W: Триптофан

Кодований геном білок за функціями належить до цитокінів, фосфопротеїнів. 
Задіяний у таких біологічних процесах як апоптоз, клітинна адгезія, запальна відповідь, біосинтез білка, ангіогенез, вуглеводний обмін, обмін глюкози, поліморфізм, ацетиляція, альтернативний сплайсинг. 
Білок має сайт для зв'язування з РНК, тРНК. 
Локалізований у цитоплазмі, ядрі, ендоплазматичному ретикулумі, цитоплазматичних везикулах, апараті гольджі.
Також секретований назовні.